# Quilmes AC
Der Quilmes Atlético Club ist ein argentinischer Fußballverein aus Quilmes in der Provinz Buenos Aires. Der Klub trägt den Spitznamen El Cervecero wegen des langjährigen Vereinssponsors, der Brauerei „Cerveza Quilmes“.

## Geschichte
Der Verein wurde am 27. November 1887 unter dem Namen Quilmes Rovers Club gegründet und ist einer der ältesten Fußballklubs der Welt. Gründer war J. T. Stevenson, und die erste Mannschaft bestand komplett aus britischen Einwanderern. 1900 wurde der Name in Quilmes Athletic Club geändert. Erst 1950 folgte anlässlich des Aufstiegs in die oberste Liga die Umbenennung in Quilmes Atlético Club. Der Spitzname des Vereins lautet "Los Cerveceros" (deutsch: die Bierbrauer).
Quilmes AC gewann 1912 die Amateurmeisterschaft und nach Einführung der argentinischen Profiliga insgesamt fünf Mal die Meisterschaft in der zweiten Liga, der Primera B (1949, 1961, 1975, 1986/87 sowie 1990/91). Ende 2021 scheiterten die sogenannten „Los Cerveceros“ im Finalspiel der zweiten Liga um den zweiten Aufstiegsplatz gegen Barracas Central im Elfmeterschießen mit 4:5. Seinen bisher einzigen Titel in der obersten Liga gewann Quilmes AC mit dem Metropolitano 1978.

## Erfolge
- Argentinische Meisterschaft Primera División: 1978 (Metropolitano)
- Amateurmeistertitel (vor Einführung der argentinischen Profiliga): 1912
- Copa de Honor Municipalidad de Buenos Aires 1908
- Primera B: 1949, 1961, 1975, 1986/87, 1990/91

## Stadion
Lange Zeit besaß Quilmes AC kein eigenes Stadion. Erst 1987 wurde mit dem Bau begonnen und 1995 wurde das El Centenario (offiziell Estadio Centenario Ciudad de Quilmes) feierlich eröffnet. 1998 wurde die Kapazität auf 30.200 Plätze erhöht.

## Trainer
- Béla Guttmann (1953)

## Spieler
- Marcos Conigliaro (1959–1961)
- Milan Borjan (2007–2009)
- Omar Hugo "Indio" Gómez (1974–1978, 1987–1990)
- Bernardo Romeo (2010–2011)

## Weitere Sportarten
Der Quilmes AC besitzt auch ein Hockey-Stadion (Estadio Nacional de Hockey) mit 6.000 Plätzen und ein erfolgreiches Damen- und Herrenteam, mit 17 bzw. 13 nationalen Meistertiteln im Hockey. Weitere Aktivitäten des Quilmes AC sind Tennis, Basketball, Handball und Volleyball.